# Syrian Telecom
Syrian Telecom (tên chính thức: Syrian Telecommunications Establishment) (tiếng Ả Rập: الإتصالات السورية) là công ty viễn thông ở Syria. Công ty này có mối liên kết với chính phủ Syria. Mười hai nhà cung cấp dịch vụ ở Syria chạy qua hai AS đều thuộc sở hữu của Syrian Telecom (AS29256 và AS29386). Baker Baker từng là Tổng giám đốc và Giám đốc điều hành của Syria Telecom trong suốt nhiều năm qua. Đối tác của họ bao gồm ST-Samsung của Hàn Quốc, nhà cung cấp giải pháp công nghệ cho Syria, Iraq và Sudan. Kể từ năm 2006, những hợp đồng dành cho hệ thống không dây như INTRACOM IAS-W đã đạt được thông qua thỏa thuận quốc tế với các nhà cung cấp phần cứng nước ngoài.